# Tahiti Ligue 1
Die Tahiti Ligue 1 (Sponsorenname Ligue 1 Vini) ist die höchste Spielklasse im tahitischen Fußball. Die erste Ausgabe fand im Jahr 1948 statt. Der Meister qualifiziert sich für die OFC Champions League. Eine Besonderheit der Tahiti Ligue 1 ist das Punktevergabesystem: der Sieger einer Partie erhält vier Punkte und der Verlierer einen. Bei einem Unentschieden erhalten beide Teams zwei Punkte.

## Mannschaften der Saison 2024/25
- AS Central Sport
- AS Dragon
- AS Manu-Ura (Aufsteiger)
- AS Mira (Aufsteiger)
- AS Pirae (Meister)
- AS Pueu
- AS Tamarii Punaruu
- AS Tefana
- AS Vénus
- AS Taiarapu FC

## Bisherige Meister
- 1948: AS Fei Pi
- 1949: AS Fei Pi
- 1950: AS Fei Pi
- 1951: AS Fei Pi
- 1952: AS Excelsior
- 1953: AS Vénus
- 1954: AS Jeunes Tahitiens
- 1955: AS Central Sport
- 1956: AS Excelsior
- 1957: AS Excelsior
- 1958: AS Central Sport
- 1959: AS Excelsior
- 1960: AS Excelsior
- 1961: AS Jeunes Tahitiens
- 1962: AS Central Sport
- 1963: AS Central Sport
- 1964: AS Central Sport
- 1965: AS Central Sport
- 1966: AS Central Sport
- 1967: AS Central Sport
- 1968: AS Fei Pi
- 1969: AS Tamarii Punaruu
- 1970: AS Fei Pi
- 1971: AS Fei Pi
- 1972: AS Central Sport
- 1973: AS Central Sport
- 1974: AS Central Sport
- 1975: AS Central Sport
- 1976: AS Central Sport
- 1977: AS Central Sport
- 1978: AS Central Sport
- 1979: AS Central Sport
- 1980: AS Arue
- 1981: AS Central Sport
- 1982: AS Central Sport
- 1983: AS Central Sport
- 1984: AS PTT
- 1985: AS Central Sport
- 1986: AS Excelsior
- 1987: AS Jeunes Tahitiens
- 1988: AS Excelsior
- 1989: AS Pirae
- 1990: AS Vénus
- 1991: AS Pirae
- 1992: AS Vénus
- 1993: AS Pirae
- 1994: AS Pirae
- 1995: AS Vénus
- 1996: AS Manu-Ura
- 1997: AS Vénus
- 1998: AS Vénus
- 1999: AS Vénus
- 2000: AS Vénus
- 2001: AS Pirae
- 2002: AS Vénus
- 2003: AS Pirae
- 2004: AS Manu-Ura
- 2005: AS Tefana
- 2005/06: AS Pirae
- 2006/07: AS Manu-Ura
- 2007/08: AS Manu-Ura
- 2008/09: AS Manu-Ura
- 2009/10: AS Tefana
- 2010/11: AS Tefana
- 2011/12: AS Dragon
- 2012/13: AS Dragon
- 2013/14: AS Pirae
- 2014/15: AS Tefana
- 2015/16: AS Tefana
- 2016/17: AS Dragon
- 2017/18: AS Central Sport
- 2018/19: AS Vénus
- 2019/20: AS Pirae
- 2020/21: AS Pirae
- 2021/22: AS Pirae
- 2022/23: AS Tefana
- 2023/24: AS Pirae

### Anzahl der Meisterschaften
| Verein              | Titel |
| ------------------- | ----- |
| AS Central Sport    | 21    |
| AS Pirae            | 12    |
| AS Vénus            | 10    |
| AS Excelsior        | 7     |
| AS Fei Pi           | 7     |
| AS Tefana           | 6     |
| AS Manu-Ura         | 5     |
| AS Jeunes Tahitiens | 3     |
| AS Dragon           | 3     |
| AS Arue             | 1     |
| AS PPT              | 1     |
| AS Tamarii Punaruu  | 1     |